# فرودگاه داندونگ لنگتو
فرودگاه داندونگ لنگتو (به انگلیسی: Dandong Langtou Airport) یک فرودگاه همگانی با کد یاتا DDG است . این فرودگاه در کشور چین قرار دارد .